# بوژ-له-شانتو
بوژ-له-شانتو (به فرانسوی: Bouges-le-Château) یک کمون در فرانسه است که در اندر واقع شده‌است. بوژ-له-شانتو ۳۴٫۷۷ کیلومتر مربع مساحت و ۲۸۱ نفر جمعیت دارد و ۱۵۰ متر بالاتر از سطح دریا واقع شده‌است.